# Ocotla, Veracruz
Ocotla är en ort i Mexiko.   Den ligger i kommunen Camerino Z. Mendoza och delstaten Veracruz, i den sydöstra delen av landet, 220 km öster om huvudstaden Mexico City. Ocotla ligger 2 086 meter över havet och antalet invånare är 329.
Terrängen runt Ocotla är bergig österut, men västerut är den kuperad. Terrängen runt Ocotla sluttar norrut. Runt Ocotla är det ganska tätbefolkat, med 166 invånare per kvadratkilometer. Närmaste större samhälle är Orizaba, 10,8 km nordost om Ocotla. I omgivningarna runt Ocotla växer i huvudsak städsegrön lövskog.